# Taishi Brandon Nozawa
Taishi Brandon Nozawa (jap. 野澤 大志 ブランドン, Nozawa Taishi Brandon; * 25. Dezember 2002 in Ginowan, Präfektur Okinawa) ist ein japanischer Fußballspieler.

## Karriere
Taishi Brandon Nozawa erlernte das Fußballspielen in den Jugendmannschaften vom Nagata Dragon FC, dem FC Ryūkyū und FC Tokyo. Hier unterschrieb er 2020 auch seinen ersten Profivertrag. Der Verein, der in der Präfektur Tokio beheimatet ist, spielte in der höchsten Liga des Landes, der J1 League. Die U23-Mannschaft des Vereins spielte in der dritten Liga, der J3 League. Als Jugendspieler kam er 2019 sechsmal in der U23 zum Einsatz. Am 1. August 2021 wechselte er auf Leihbasis zum Drittligisten Iwate Grulla Morioka nach Morioka. Für Morioka bestritt er 36 Ligaspiele. Nach der Ausleihe kehrte er im Januar 2023 zum FC Tokyo zurück.
Im Sommer 2025 wechselte Nozawa zu Royal Antwerpen in die Jupiler Pro League.

## Erfolge
FC Tokyo
- J.League Cup: 2020

Iwate Grulla Morioka
- J3 League: 2021 (Vizemeister)  ▲